# Edward Henryk Materski
Edward Henryk Materski (Vilnius, 6 gennaio 1923 – Radom, 24 marzo 2012) è stato un vescovo cattolico polacco.

## Biografia
Monsignor Edward Henryk Materski nacque a Vilnius il 6 gennaio 1923 da Ignacy e Maria Filutowski. La sua era una famiglia intellettuale di cultura polacca.

### Formazione e ministero sacerdotale
Nel 1932, dopo la morte del padre, insieme alla madre e alle due sorelle si trasferì a Varsavia, dove frequentò la scuola superiore "Wojciech Gorski". Nel 1950 conseguì il diploma. Gli ultimi due semestri - durante l'occupazione nazista - frequentò gruppi di insegnamento segreto. Prese parte alla rivolta di Varsavia. In seguito entrò in seminario.
Il 20 maggio 1947 fu ordinato presbitero per l'arcidiocesi di Białystok dal vescovo di Kielce Czesław Kaczmarek. Dal 1951 al 1953 studiò presso la Facoltà di teologia dell'Università Cattolica di Varsavia. Nel 1955 conseguì il dottorato presso l'Accademia di teologia cattolica. Durante la sua permanenza a Varsavia fu segretario di monsignor Czesław Kaczmarek. Lo visitò in prigione molte volte, mediò i suoi contatti con gli avvocati e partecipò anche alla distribuzione di corrispondenza segreta. Nel dicembre del 1956, dopo il disgelo di ottobre, tornò a Kielce, dove divenne incaricato diocesano per la catechesi e docente di catechetica al seminario. Il suo primo compito fu quello di organizzare la catechesi in tutte le scuole della diocesi. Già nel giugno del 1957 in tutte le scuole si tenevano lezioni di religione. Tuttavia, dal settembre di quell'anno vi fu una nuova rimozione delle lezioni di religione nelle scuole pubbliche e dovette quindi organizzare delle lezioni extra-scolastiche. Nel 1957 avviò dei corsi di catechesi nei periodi di vacanza e collaborò alla formazione di numerosi catechisti e di assistenti per gli studenti. Dal 1964 al 1988 insegnò catechesi all'Università Cattolica di Lublino.

### Ministero episcopale
Il 29 ottobre 1968 papa Paolo VI lo nominò vescovo ausiliare di Kielce e titolare di Acque Sirensi. Ricevette l'ordinazione episcopale il 22 dicembre successivo nella cattedrale di Kielce dal cardinale Stefan Wyszyński, arcivescovo metropolita di Varsavia e Gniezno, co-consacranti il vescovo di Kielce Jan Jaroszewicz e il vescovo ausiliare di Siedlce Waclaw Skomorucha.
Il 28 marzo 1981 papa Giovanni Paolo II lo nominò vescovo di Sandomierz. Il 3 ottobre 1981 la circoscrizione assunse il nome di diocesi di Sandomierz-Radom. Nel 1991 creò la radio diocesana AVE.  Promosse la realizzazione del seminario maggiore di Radom. Per sei anni non riuscì a ottenere un permesso di costruzione. Questo venne concesso nel dicembre del 1987 e la costruzione venne avviata immediatamente. Il 4 giugno 1991 accolse in diocesi papa Giovanni Paolo II. Quel giorno il pontefice inaugurò il nuovo seminario. Fondò anche una tipografia diocesana.
Il 25 marzo 1992 papa Giovanni Paolo II lo nominò primo vescovo della nuova diocesi di Radom. Durante il suo ministero pastorale eresse 135 nuove parrocchie, di cui 116 nella diocesi di Radom e 19 nell'attuale diocesi di Sandomierz.Ordinò la preparazione dei materiali necessari per la beatificazione dei cinque sacerdoti martiri al tempo dell'occupazione: Kazimierz Grelewski, Stefan Grelewski, Franciszek Rosłaniec, Bolesław Strzelecki e Kazimierz Sykulski. Il gruppo venne beatificato dal papa nel 1999.
Il 6 gennaio 1998, al compimento dei 75 anni, presentò alla Santa Sede le sue dimissioni. Il 28 giugno 1999 papa Giovanni Paolo II accettò la sua rinuncia al governo pastorale della diocesi.
Il 19 febbraio 2012 subì un'importante operazione chirurgica. Dopo alcune settimane, la sua salute si deteriorò rapidamente. Morì all'ospedale specialistico provinciale di Radom alle 17:35 del 24 marzo all'età di 89 anni. Le esequie si tennero il 29 marzo nella cattedrale di Santa Maria a Radom. Al termine del rito fu sepolto nel cimitero di via Limanowskiego.

## Genealogia episcopale
La genealogia episcopale è:
- Cardinale Scipione Rebiba
- Cardinale Giulio Antonio Santori
- Cardinale Girolamo Bernerio, O.P.
- Vescovo Claudio Rangoni
- Arcivescovo Wawrzyniec Gembicki
- Arcivescovo Jan Wężyk
- Vescovo Piotr Gembicki
- Vescovo Jan Gembicki
- Vescovo Bonawentura Madaliński
- Vescovo Jan Małachowski
- Arcivescovo Stanisław Szembek
- Vescovo Felicjan Konstanty Szaniawski
- Vescovo Andrzej Stanisław Załuski
- Arcivescovo Adam Ignacy Komorowski
- Arcivescovo Władysław Aleksander Łubieński
- Vescovo Andrzej Stanisław Młodziejowski
- Arcivescovo Kasper Kazimierz Cieciszowski
- Vescovo Franciszek Borgiasz Mackiewicz
- Vescovo Michał Piwnicki
- Arcivescovo Ignacy Ludwik Pawłowski
- Arcivescovo Kazimierz Roch Dmochowski
- Arcivescovo Wacław Żyliński
- Vescovo Aleksander Kazimierz Bereśniewicz
- Arcivescovo Szymon Marcin Kozłowski
- Vescovo Mečislovas Leonardas Paliulionis
- Arcivescovo Bolesław Hieronim Kłopotowski
- Arcivescovo Jerzy Józef Elizeusz Szembek
- Vescovo Stanisław Kazimierz Zdzitowiecki
- Cardinale Aleksander Kakowski
- Cardinale August Hlond, S.D.B.
- Cardinale Stefan Wyszyński
- Vescovo Edward Henryk Materski